# Hoplophorella dubia
Hoplophorella dubia är en kvalsterart som först beskrevs av Wojciech Niedbała 1982.  Hoplophorella dubia ingår i släktet Hoplophorella och familjen Phthiracaridae. Inga underarter finns listade i Catalogue of Life.